# 18954 Sarahbounds
18954 Sarahbounds (2000 QT119) là một tiểu hành tinh vành đai chính được phát hiện ngày 25 tháng 8 năm 2000 bởi Nhóm nghiên cứu tiểu hành tinh gần Trái Đất phòng thí nghiệm Lincoln ở Socorro.